# 莱拉·吉丁斯
莱拉·吉丁斯（Lara Giddings，1972年－），澳大利亚政治人物，澳大利亚工党党员。2008年5月26日至2011年1月24日，担任塔斯马尼亚州副州长。1996起擔任州議員。2011年1月開始，担任塔斯马尼亚州州长 ( 州總理 )，为第一位担任塔斯马尼此職的女性。2014年州議會選舉後，工党喪失執政權，故卸任州長。2018年不尋求連任州議員而卸任該職，並退出政壇。

## 生平
莱拉·吉丁斯早年就读于墨尔本卫理公会女子学院 。吉丁斯至今未婚，但於2019年獲捐贈卵子而以44歲之齡誕下女嬰，與男性伴侶共同撫養。